# Campeonato Europeo de Bádminton de 1972
El III Campeonato Europeo de Bádminton se celebró en Karlskrona (Suecia) del 14 al 16 de abril de 1972 bajo la organización de la Unión Europea de Bádminton (EBU) y la Federación Sueca de Bádminton.

## Medallistas
| Evento               | Oro                                   | Plata                                   | Bronce                                                                            |
| -------------------- | ------------------------------------- | --------------------------------------- | --------------------------------------------------------------------------------- |
| Individual masculino | Wolfgang Bochow RFA                   | Klaus Kaagaard Dinamarca                | Ray Stevens Inglaterra Flemming Delfs Dinamarca                                   |
| Dobles masculino     | Willi Braun Roland Maywald RFA        | Derek Talbot Elliot Stuart Inglaterra   | Erland Kops Elo Hansen Dinamarca Wolfgang Bochow Gerhard Kucki RFA                |
| Individual femenino  | Margaret Beck Inglaterra              | Gillian Gilks Inglaterra                | Eva Twedberg · Suecia Joke van Beusekom · Países Bajos                            |
| Dobles femenino      | Gillian Gilks Judy Hashman Inglaterra | Margaret Beck Julie Rickard Inglaterra  | Anne Flindt Pernille Kaagaard Dinamarca Annie Bøg Jørgensen Lene Køppen Dinamarca |
| Dobles mixto         | Derek Talbot Gillian Gilks Inglaterra | Wolfgang Bochow Marieluise Wackerow RFA | Roland Maywald · Brigitte Steden · RFA Gert Perneklo · Eva Twedberg · Suecia      |

## Medallero
| Núm. | País         | Oro | Plata | Bronce | Total |
| ---- | ------------ | --- | ----- | ------ | ----- |
| 1    | Inglaterra   | 3   | 3     | 1      | 7     |
| 2    | RFA          | 2   | 1     | 2      | 5     |
| 3    | Dinamarca    | 0   | 1     | 4      | 5     |
| 4    | Suecia       | 0   | 0     | 2      | 2     |
| 5    | Países Bajos | 0   | 0     | 1      | 1     |
|      | TOTAL        | 5   | 5     | 10     | 20    |